# Olivetti P652
L'Olivetti P652 è un calcolatore elettronico da tavolo, venduto all'epoca come microcomputer, presentato al pubblico nel 1973, sviluppato come ulteriore evoluzione della Programma 101 (a seguito, anche, delle Olivetti P602 e P603) con possibilità di salvare programmi in ROM e di adoperare le più comuni funzioni goniometriche e matematiche direttamente da tastiera.

## Tecnica
La P652 venne progettata da Pier Giorgio Perotto, lo stesso ingegnere che aveva ideato la P101; era sviluppata con ROM e RAM a semiconduttori e integrava già nel firmware le funzioni essenziali di trigonometria con algoritmi sviluppati dal matematico dell'Olivetti Angelo Barbieri.
La P652 aveva 240 registri ma solo 100, con 12 bit, erano indicizzabili direttamente. Per gli altri c'era l'indirizzamento indiretto. Inoltre, la macchina disponeva di una forma primitiva di interrupt.
Sia la RAM che la ROM erano da 4096 unità, costituite da 4 bit nella RAM e 16 nella ROM.
Nella ROM potevano essere definite delle funzioni, richiamabili direttamente da tastiera. Anche nel programma si potevano definire delle funzioni con salti, sia condizionati sia incondizionati.
Il sistema supportava le cartoline magnetiche. Inoltre, il computer era dotato di serie di stampante, oltre che lettore e scrittore per cartoline magnetiche.
Il computer permetteva sia l'accettazione di input da macchinari esterni sia l'output su plotter e simili dispositivi.

### Approfondimenti
1. ↑  Termine da intendersi come evoluzione, in termini dimensionali, di minicomputer e non come di calcolatore dotato di microprocessore, all'epoca ancora tecnologicamente acerbo nel mondo dei computer